# Адаптивный саундтрек
В видеоиграх, адаптивная музыка (также называемая динамической или интерактивной музыкой) — фоновая музыка, чья громкость, ритм или тон меняется в зависимости от определённых событий в игре.

## История
Адаптивная музыка впервые была использована в видеоигре Frogger (1981), выпущенной Konami, в которой музыка резко сменялась после того, как игрок достигал безопасной точки в игре.
После этого, подобная технология использовалась в таких играх как Wing Commander, Monkey Island 2: LeChuck’s Revenge и Ultima Underworld: The Stygian Abyss. Также она была использована в таких играх как Mushroom Men и Guitar Hero.
Многие из игр LucasArts использовали технологию динамической музыки iMUSE. Система iMUSE примечательна тем, что она переключается между различными музыкальными произведениями плавно, а не резко.